# Piper longivillosum
Piper longivillosum är en pepparväxtart som beskrevs av Trel. & Yunck.. Piper longivillosum ingår i släktet Piper och familjen pepparväxter. Inga underarter finns listade i Catalogue of Life.